# Universitat Nacional de Defensa (Finlàndia)
La Universitat Nacional de Defensa, és una escola superior de nivell universitari, situada a Hèlsinki, Finlàndia, amb l'objectiu de formar oficials de carrera per a l'Exèrcit finlandès.